# Yahoo! Music
Yahoo! Music, pàgina web del grup Yahoo!, és un proveïdor de diversos serveis musicals, incloent-hi ràdio per internet, videoclips, notícies, informació d'artistes i programació original. El lloc web compta amb una base de dades per als usuaris de Yahoo! amb centenars de milers de cançons categoritzades per artista, àlbum, cançó i gènere.

## Història
Yahoo! Music va començar amb el nom de "LAUNCH"", un lloc web i revista produïts per LAUNCH Media, que va ser adquirit per Yahoo! el 2001 per 12 milions de dòlars. A LAUNCH se li canviar el nom més tard com a "Yahoo! Music" i el febrer de 2005 simplement "Y! Music". L'oferta de ràdio per Internet i de vídeo-clips de LAUNCH (LAUNCHcast) es va integrar al lloc web de Yahoo!, de la mateixa manera que ho van fer amb els perfils dels artistes i la seva important base de dades d'artistes.

## Productes
Yahoo! Music ofereix diversos productes, entre els següents:
- Yahoo! Music Radio (abans LAUNCHcast) (contingut subministrat per CBS Radio) i LAUNCHcast Plus Internet radio (des de febrero de 2009 ja no disponible)
- Yahoo! Music Jukebox.
- Yahoo! Music Unlimited, lloc web per a descarregar música amb una subscripció prèvia.
- Live Sets - Concerts exclusius d'artistes de renom.
- Who's Next - Lloc on els oients voten els millors artistes debutants.
- Pepsi Smash on Yahoo! Music - Entrevistes musicals en exclusiva, espectacles i telerealitat.
- Perfils d'artistes, vídeos musicals i textos.
- Seguimient oficial dels Premis Grammy.

## Xifres d'importància
El 2001, Yahoo! va adquirir LAUNCH Media, creadors del servei de ràdio per internet LAUNCHcast. El 14 de setembre de 2004, Yahoo! va comprar Musicmatch, creadors del software de Musicmatch Jukebox, que posteriorment es va canviar de nom a Yahoo! Music Musicmatch Jukebox.
El 2005, Yahoo! Music es va convertir en el primer proveïdor a oferir una tarifa plana de 5 dòlars per descarregar música de forma il·limitada, similar al model d'Open Music Model, però amb Gestió de drets digitals, anomenada Yahoo! Music Unlimited.
El 2008, Yahoo! va anunciar que Yahoo! Music Unlimited es fusionaria amb Rhapsody. La fusió va concloure amb el final de Yahoo! Music Unlimited el 30 de setembre de 2008.